# 約翰內斯森港

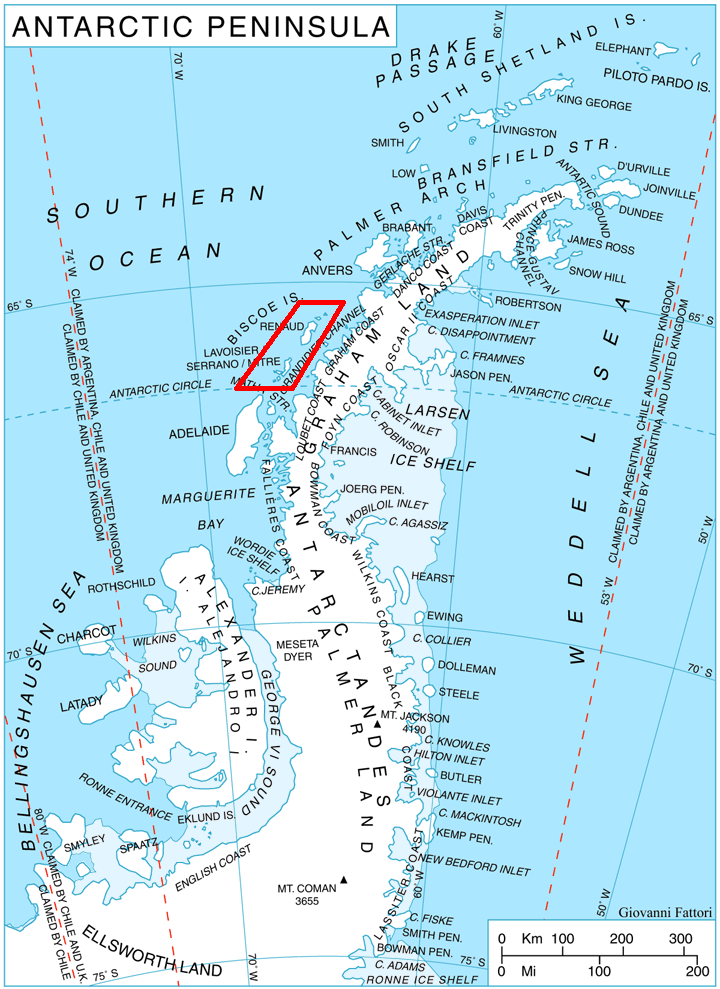

約翰內斯森港（英語：Johannessen Harbour），是南極洲的海港，處於斯諾德格拉斯島東北面，屬於比斯科群島中皮特群島的一部分，由英國南極名稱諮詢委員會命名，現時由南極條約體系管理。